# 王伉 (萬曆進士)
王伉（？年—？年），號伟轩，四川潼川州人，明朝政治人物。

## 生平
萬曆三十八年（1610年）庚戌科進士。历官吏部文选司主事、福建按察司佥事管屯田水利。天启五年二月，以大理寺丞徐大化疏荐，起复江西南昌道佥事，寻补山东东昌道，十月升光禄寺丞，六年九月升本寺少卿。忤权珰魏忠贤，七年正月以门户削夺，挂冠归里。崇祯元年四月起陞通政司右通政。二年四月升云南巡抚，时临安土官普名声肆行不轨，公奏闻，督兵剿之，功将成而名声贿赂当路，劾以启釁，遂被逮论死。言官申救，得戍边，遇赦归，普逆无所畏忌，更为滇患，再召公，公已卒。